# 2 Korpus Zmechanizowany (III RP)
2 Korpus Zmechanizowany im. gen. broni Władysława Andersa (2 KZ) – rozformowany wyższy związek taktyczny Sił Zbrojnych Rzeczypospolitej Polskiej.

## Historia

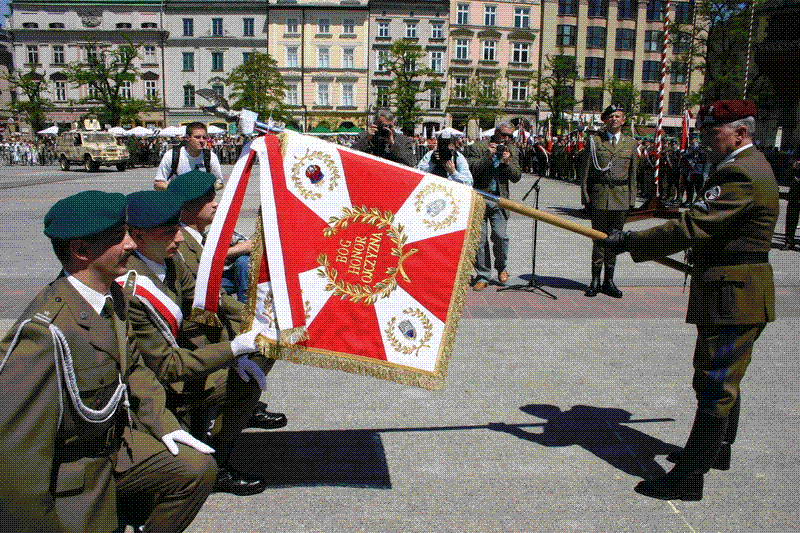
Sztandar 2 Korpusu Zmechanizowanego

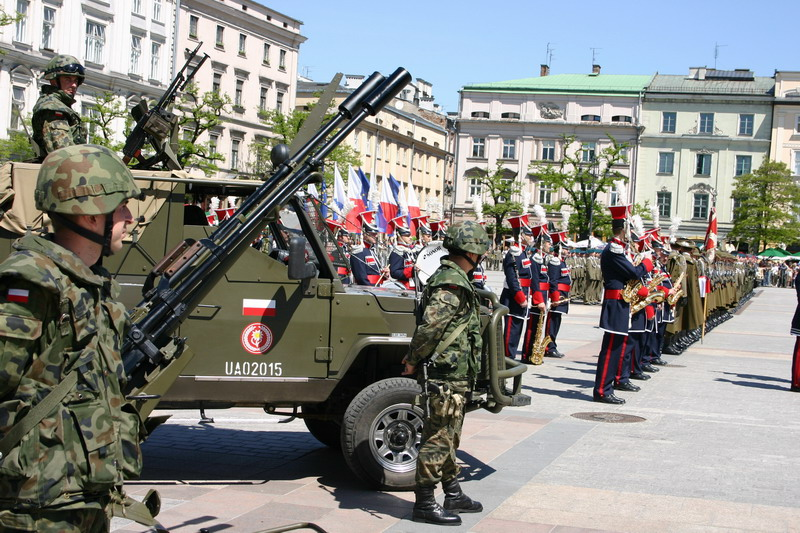
Święto 2 Korpusu Zmechanizowanego, 2005

2 Korpus Zmechanizowany sformowano na bazie Korpusu Powietrzno-Zmechanizowanego oraz wydzielonych jednostek Śląskiego i Pomorskiego Okręgu Wojskowego. W skład korpusu weszły dwie dywizje ogólnowojskowe oraz jednostki rodzajów wojsk i służb. Korpus osiągnął gotowość do działania z dniem 1 stycznia 2002. Jego dowództwo mieściło się w garnizonie Kraków. W ramach posiadanej struktury w okresie 1 stycznia 2002 – 1 kwietnia 2004 2 Korpus Zmechanizowany był związkiem operacyjno-taktycznym przeznaczonym do prowadzenia działań bojowych na obszarze NATO samodzielnie i we współdziałaniu z wojskami sojuszniczymi, walki z przeciwnikiem naziemnym i powietrznym, a także współuczestniczenia w rozwiązywaniu sytuacji kryzysowych.
Po przekazaniu w kwietniu 2004 podległych związków taktycznych i innych jednostek wojskowych w bezpośrednie podporządkowanie Dowódcy Wojsk Lądowych, dowództwo 2 Korpusu Zmechanizowanego zostało przeznaczone do organizacji i prowadzenia szkolenia i ćwiczeń dla wybranych dowództw i jednostek operacyjno-taktycznych Wojsk Lądowych czy doraźnie tworzonych zgrupowań zadaniowych.
Dowództwo 2 Korpusu Zmechanizowanego współpracuje z podobnymi dowództwami w ramach NATO. 2 Korpus Zmechanizowany był pierwszym związkiem operacyjno-taktycznym Wojska Polskiego, który uzyskał tzw. afirmację NATO w czasie ćwiczenia "Cannon Cloud 2002" (listopad 2002), a tym samym potwierdził gotowość do dowodzenia sojuszniczymi grupami operacyjnymi oraz do udziału w ćwiczeniach sojuszniczych w roli dowództwa korpusu. Na szczeblu sojuszniczym Dowództwo 2 Korpusu Zmechanizowanego wspólnie z Korpusem Niemiecko-Holenderskim (GE/NL Corps) oraz włoskim Korpusem NRDC-IT wchodzi w skład grupy roboczej powołanej przez Sojusznicze Dowództwo Operacyjne NATO do współpracy w dziedzinie ćwiczeń, treningów i koordynacji opracowania dokumentów normatywnych.
Święto 2 Korpusu Zmechanizowanego przypadało 18 maja. W dniu 21 maja 2005 2 KZ otrzymał sztandar, który wręczył Minister Obrony Narodowej Jerzy Szmajdziński na ręce ówczesnego Dowódcy 2 Korpusu Zmechanizowanego gen. broni Mieczysława Bieńka. Matką chrzestną sztandaru 2 KZ została aktorka Anna Dymna.
Minister Obrony Narodowej Aleksander Szczygło Decyzją Nr 444/MON
z dnia 4 października 2007 nadał 2 Korpusowi Zmechanizowanemu w Krakowie imię patrona – generała broni Władysława Andersa. Decyzja weszła w życie 6 listopada 2007.

### Rozformowanie 2 KZ
Korpus rozformowano z dniem 1 lipca 2014 r.
Na bazie 2 KZ sformowano Centrum Operacji Lądowych - Dowództwo Komponentu Lądowego (COL-DKL) odpowiedzialne za użycie Wojsk Lądowych w operacjach dowodzonych przez Dowódcę Operacyjnego Rodzajów Sił Zbrojnych.

## Tradycje 2 KZ
- II Korpusu gen. Józefa Hauke-Bosaka (1863–1864)
- II Korpusu Polskiego (1917–1918)
- Okręgu Generalnego Kraków (1918–1921)
- 2 Armii (1920–1922)
- Okręgu Korpusu nr V Kraków (1919–1939)
- Armii Kraków (1939)
- 2 Korpusu Polskiego (1943–1946)
- 2 Armii Wojska Polskiego (1944–1945)
- Okręgu Wojskowego nr V Kraków (1945–1954)
- Krakowskiego Okręgu Wojskowego (1992–1999)
- Korpusu Powietrzno-Zmechanizowanego (1999–2001)

## Struktura organizacyjna
Od 1 stycznia 2002 do 1 kwietnia 2004
- dowództwo korpusu
  - 5 Pułk Dowodzenia
  - 1 Warszawska Dywizja Zmechanizowana
  - 11 Lubuska Dywizja Kawalerii Pancernej
  - 6 Brygada Desantowo-Szturmowa
  - 25 Brygada Kawalerii Powietrznej
  - 2 Hrubieszowski Pułk Rozpoznawczy
  - 23 Śląska Brygada Artylerii
  - 69 Leszczyński Pułk Przeciwlotniczy
  - 56 Kujawski Pułk Śmigłowców Bojowych
  - 1 Brzeska Brygada Saperów
  - 1 Pułk Drogowo-Mostowy
  - 5 Tarnogórski Batalion Chemiczny
  - 11 Batalion Walki Radioelektronicznej

Od kwietnia 2004
- dowództwo korpusu
  - 5 Pułk Dowodzenia
  - Klub 2 KZ
  - stanowisko dowodzenia obroną przeciwlotniczą dowódcy korpusu
  - zespół informatyki

## Dowódcy korpusu
- gen. dyw. Mieczysław Stachowiak (2001–2004)
- gen. broni Mieczysław Bieniek (2004–2007)
- gen. dyw. Włodzimierz Potasiński (cz.p.o. 2007)
- gen. bryg. Andrzej Knap (p.o. 2007)
- gen. dyw. Edward Gruszka (2007–2009)
- gen. dyw. Zbigniew Głowienka (2009–2010)
- gen. dyw. dr Jerzy Biziewski (1.6.2010 – 26.7.2013)
- gen. bryg. Andrzej Knap (od 26.7.2013[7]-19.2.2014)
- gen.dyw. Janusz Adamczak (od 19.2.2014-1.7.2014)